# Elysia macnaei
Elysia macnaei is een slakkensoort uit de familie van de Plakobranchidae. De wetenschappelijke naam van de soort is voor het eerst geldig gepubliceerd in 1982 door Marcus.